# Vitalij Petrov
Vitalij Aleksandrovitj Petrov (russisk: Виталий Александрович Петров, født  8. september 1984 i Vyborg) er en russisk Formel 1-kører, der kører for Renault. Han er til dato en af tre russere, der har kørt om Formel 1-verdensmesterskabet. De øvrige er den nuværende Alphatauri kører Daniil Kvjat samt den tidligere Williams kører Sergej Sirotkin (russisk: Сергей Олегович Сироткин). Petrov blev også den første russer på podiet med en 3.plads, ved 2011 Australien Grand Prix.